# Friedrich Wöhler
Friedrich Wöhler (31. srpnja 1800. – 23. rujna 1882.) bio je njemački kemičar, poznat po otkriću sinteze uree, ali i prvi koji je izolirao neke kemijske elemente. 
Rođen je u Eschersheimu, koji je tada bio dio Hanau (danas dio grada Frankfurt am Main). Godine 1823. diplomirao je medicinu na Sveučilištu u Heidelbergu u laboratoriju Leopolda Gmelina koji mu je omogućio da radi kod Jöns Jakob Berzeliusa u Stockholmu. Predavao je kemiju u Berlin od 1826. do 1831. Kasnije je postao profesor kemije na Sveučilištu u Göttingenu, gdje je ostao raditi do smrti 1882. Godine 1834. postao je strani član Švedske kraljevske akademije znanosti.
Tijekom svoje karijere surađivao je s brojim poznatim kemičarima što su npr. Justus von Liebig, Hermann von Fehling i Johann Christian Poggendorff.